# Liste der Biografien/Ik
Liste der Biografien |
Portal Biografien |
Personensuche
# |
A |
B |
C |
D |
E |
F |
G |
H |
I |
J |
K |
L |
M |
N |
O |
P |
Q |
R |
S |
T |
U |
V |
W |
X |
Y |
Z |
?
 
Ia |
Ib |
Ic |
Id |
Ie |
If |
Ig |
Ih |
Ii |
Ij |
Ik |
Il |
Im |
In |
Io |
Ip |
Iq |
Ir |
Is |
It |
Iu |
Iv |
Iw |
Ix |
Iy |
Iz
Die Liste der Biografien führt alle Personen auf, die in der deutschsprachigen Wikipedia einen Artikel haben. Dieses ist eine Teilliste mit 207 Einträgen von Personen, deren Namen mit den Buchstaben „Ik“ beginnt.

## Ik

### Ika
- Ika, Timothy, nauruischer Politiker
- Ikai, Tane (1879–1995), japanische Supercentenarian, zweitältester Mensch (1994–1997)
- Ikalis, Armands (* 1988), lettischer Schauspieler
- Ikam, Catherine (* 1942), französische Video- und Computerkünstlerin
- Ikangaa, Juma (* 1957), tansanischer Marathonläufer
- Ikanović, Asmir (* 1976), bosnischer Fußballspieler und Trainer
- Ikanovic, Rasid (* 2004), österreichischer Fußballspieler
- Ikard, Frank N. (1913–1991), US-amerikanischer Politiker
- Ikari, Asuma (* 2005), japanischer Fußballspieler
- Ikari, Yasukazu, japanischer Astronom
- Ikarino, Kazuma (* 1986), japanischer Fußballspieler
- Ikarus (* 1974), österreichischer Musiker und Produzent
- Ikast, Kaj (1935–2020), dänischer Offizier (Major) und Politiker (Konservative Volkspartei), Mitglied des Folketing
- Ikataere, John (1944–2014), kiribatischer Geistlicher und Apostolischer Superior von Funafuti
- Ikauniece, Laura (* 1992), lettische Leichtathletin
- Ikaunieks, Dāvis (* 1994), lettischer Fußballspieler
- Ikaunieks, Janis (1912–1969), lettischer Astronom

### Ike
- Ike no Taiga (1723–1776), japanischer Maler
- Ike, Chukwuemeka (1931–2020), nigerianischer Schriftsteller
- Ike, Obiora (* 1956), nigerianischer römisch-katholischer Geistlicher und Menschenrechtler
- Ike, Reiko (* 1953), japanische Schauspielerin
- Ikebe, Ryō (1918–2010), japanischer Filmschauspieler
- Ikebe, Sanzan (1864–1912), japanischer Journalist
- Ikebe, Shin’ichirō (* 1943), japanischer Komponist
- Ikeda Hayato (1899–1965), japanischer Politiker (LDP)
- Ikeda, Akihisa (* 1976), japanischer Mangaka-Autor
- Ikeda, Daisaku (1928–2023), japanischer Schriftsteller und PhilosophDaisaku Ikeda (1928–2023)

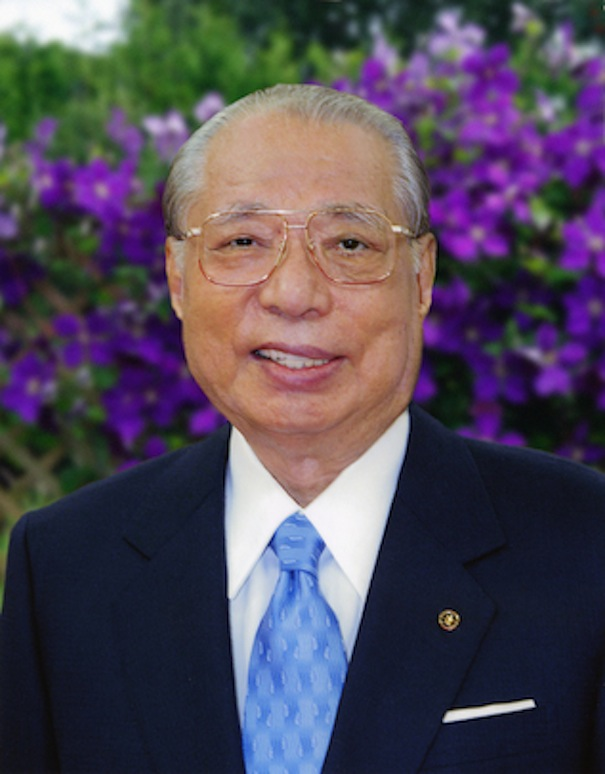
Daisaku Ikeda (1928–2023)

- Ikeda, Futoshi (* 1970), japanischer Fußballspieler
- Ikeda, Hazuki (* 2005), japanische Nordische Kombiniererin
- Ikeda, Hiromi (* 1975), japanische Fußballspielerin
- Ikeda, Hiroshi (* 1934), japanischer Anime-Regisseur
- Ikeda, Jurato (* 1996), japanischer Fußballspieler
- Ikeda, Kei (* 1986), japanischer Fußballspieler
- Ikeda, Keiko (1933–2023), japanische Kunstturnerin
- Ikeda, Kikunae (1864–1936), japanischer PhysikochemikerIkeda Kikunae (1864–1936)

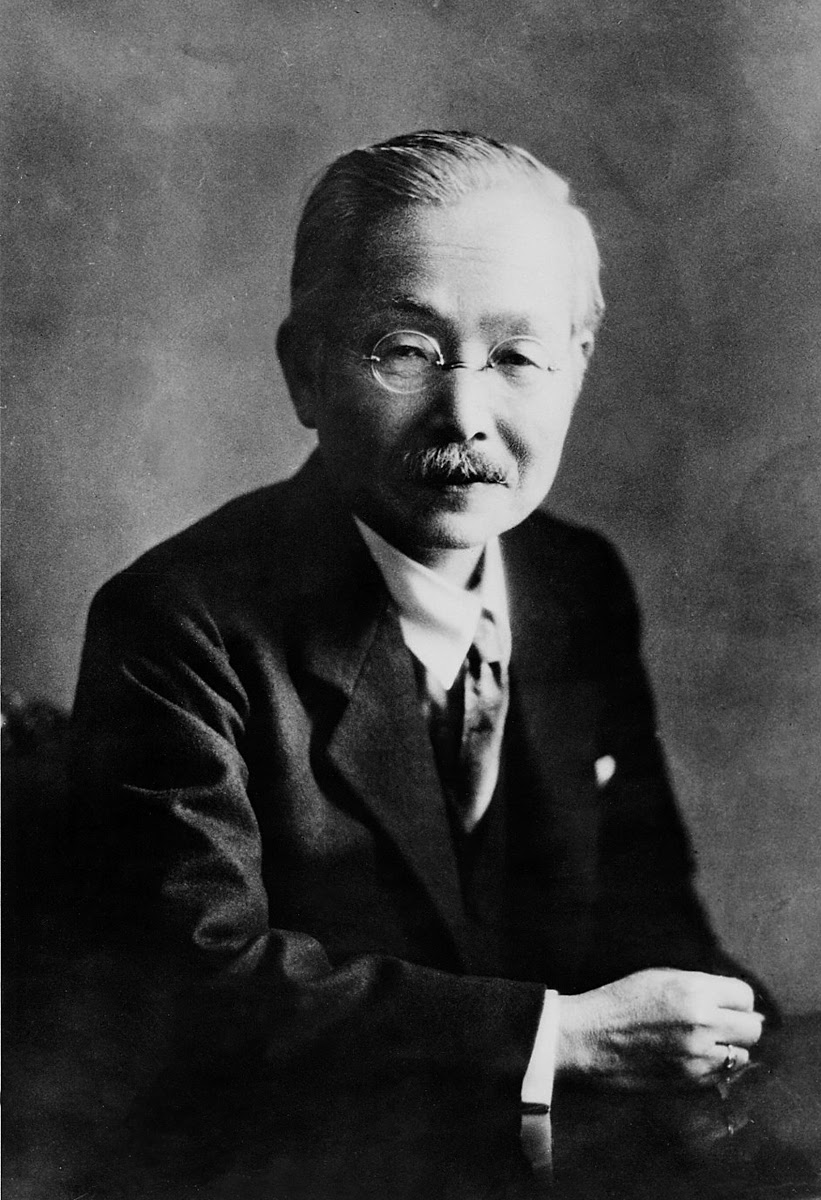
Ikeda Kikunae (1864–1936)

- Ikeda, Kō (* 2001), japanischer Fußballspieler
- Ikeda, Kōki (* 1998), japanischer Geher
- Ikeda, Kōsuke (* 1995), japanischer Sprinter
- Ikeda, Makoto (* 1977), japanischer Fußballspieler
- Ikeda, Manabu (* 1980), japanischer Fußballspieler
- Ikeda, Masahiro (* 1981), japanischer Fußballspieler
- Ikeda, Masaki (* 1999), japanischer Fußballspieler
- Ikeda, Masatomi (1940–2021), japanischer Aikidolehrer
- Ikeda, Masuo (1934–1997), japanischer Grafiker, daneben auch Illustrator, Bildhauer, Töpfer, Filmemacher und Schriftsteller
- Ikeda, Mika, japanische Badmintonspielerin
- Ikeda, Mitsumasa (1609–1682), japanischer Daimyō
- Ikeda, Mitsuo (1935–2002), japanischer Ringer und Olympiasieger
- Ikeda, Motohisa (1940–2024), japanischer Politiker
- Ikeda, Nagaoki (1837–1879), japanischer Samurai
- Ikeda, Nobuo (* 1947), japanischer Germanist
- Ikeda, Nobutaka, japanischer Badmintonspieler
- Ikeda, Nobuyasu (* 1970), japanischer Fußballspieler
- Ikeda, Ren (* 1997), japanischer Fußballspieler
- Ikeda, Riyoko (* 1947), japanische Mangaka (Comiczeichnerin)Riyoko Ikeda (* 1947)

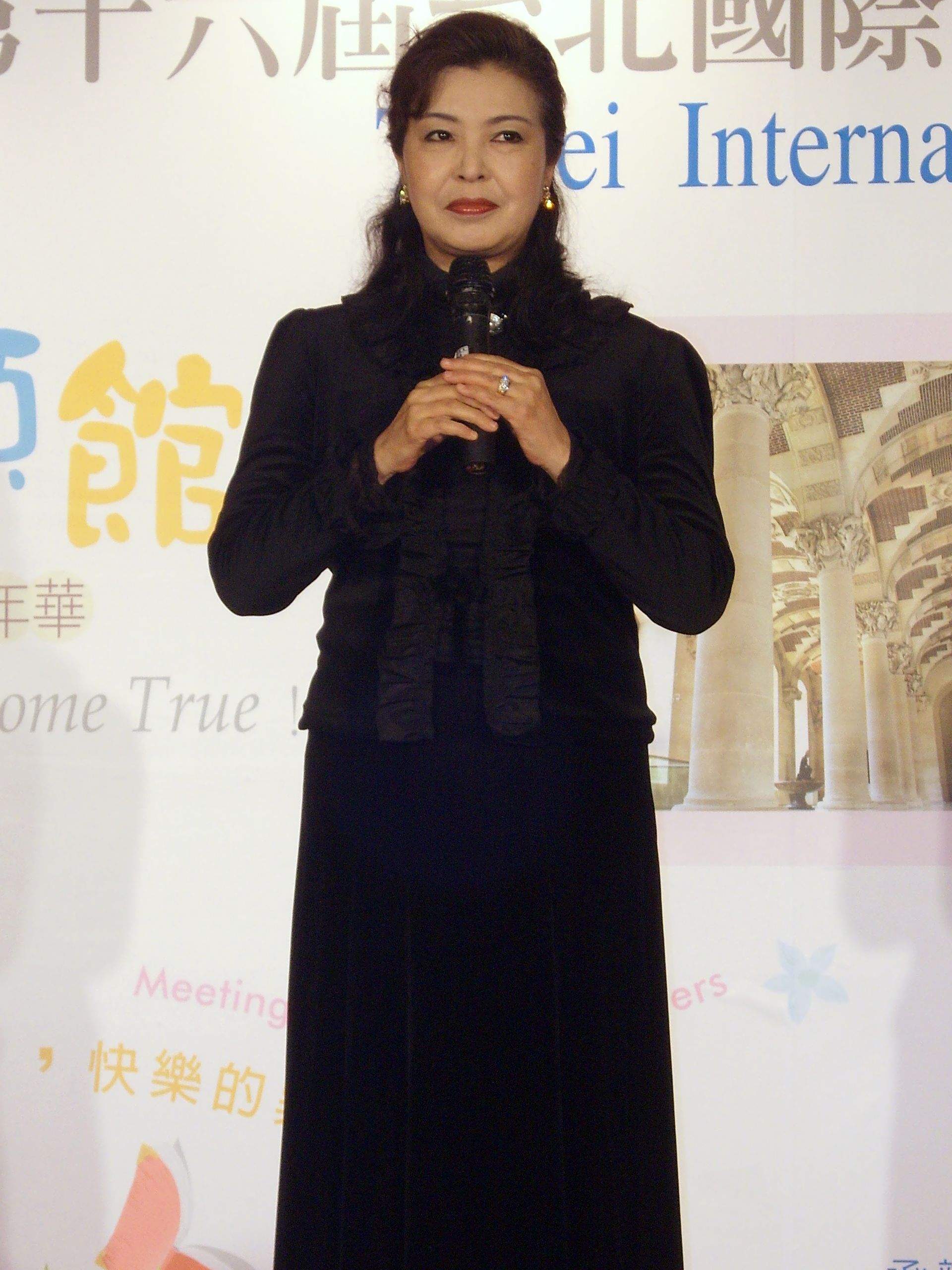
Riyoko Ikeda (* 1947)

- Ikeda, Ryōji (* 1966), japanischer Klangkünstler
- Ikeda, Sakiko (* 1992), japanische Fußballspielerin
- Ikeda, Shigeaki (1867–1950), japanischer Banker und Politiker
- Ikeda, Shinobu (* 1962), japanischer Fußballspieler
- Ikeda, Shintarō (* 1980), japanischer Badmintonspieler
- Ikeda, Shōen (1886–1917), japanische Malerin und Ukiyo-e-Künstlerlerin
- Ikeda, Shōhei (* 1981), japanischer Fußballspieler
- Ikeda, Suzee (* 1947), US-amerikanische Sängerin und Musikproduzentin
- Ikeda, Tatsuya (* 1988), japanischer Fußballspieler
- Ikeda, Terumasa (1564–1613), japanischer Daimyo
- Ikeda, Tomoya (* 1995), japanischer Fußballspieler
- Ikeda, Yoshio (* 1942), japanischer Jazzmusiker (Kontrabass)
- Ikeda, Yōson (1895–1988), japanischer Maler
- Ikeda, Yūichi (* 1984), japanischer Badmintonspieler
- Ikeda, Yukihiko (1937–2004), japanischer Politiker
- Ikeezumi, Hideo (1949–2017), japanischer Musikproduzent
- Ikegai, Shōtarō (1869–1934), japanischer Erfinder und Industriepionier
- Ikegami, Jōji (* 1994), japanischer Fußballspieler
- Ikegami, Kaneo (1923–2007), japanischer Schriftsteller und Drehbuchautor
- Ikegami, Reiichi (* 1983), japanischer Fußballspieler
- Ikegami, Ryōichi (* 1944), japanischer Mangaka
- Ikegami, Shūho (1874–1944), japanischer Maler der Nihonga-Richtung
- Ikegami, Yoshihiko (* 1934), japanischer Sprach- und Literaturwissenschaftler
- Ikegaya, Hayato (* 1992), japanischer Fußballspieler
- Ikehara, Ayaka (* 1990), japanische Handballspielerin
- Ikehara, Shikao (1904–1984), japanischer Mathematiker
- Ikehata, Hikaru (* 1994), japanischer Dreispringer
- Ikehata, Shinnosuke (* 1952), japanischer Schauspieler und Sänger
- Ikehata, Yōsuke (* 1979), japanischer Fußballspieler
- Ikejima, Shimpei (1909–1973), japanischer Herausgeber und Verlagsdirektor
- Ikejiri, Mayu (* 1996), japanische Fußballspielerin
- Ikekpolor, Tyrese (* 2003), österreichischer Fußballspieler
- Ikelaar, Piet (1896–1992), niederländischer Radrennfahrer
- Ikelap, Evangeleen (* 1982), mikronesische Sprinterin
- Ikelap, Maria (* 1987), mikronesische Sprinterin
- Ikemann, Josef (1912–1994), deutscher Kommunalpolitiker (CDU)
- Ikematsu, Hideaki (* 1986), japanischer Fußballspieler
- Ikeme, Carl (* 1986), nigerianischer Fußballtorhüter
- Ikemoto, Tomoki (* 1985), japanischer Fußballspieler
- Ikemura, Leiko (* 1951), japanisch-schweizerische Malerin und BildhauerinLeiko Ikemura (* 1951)

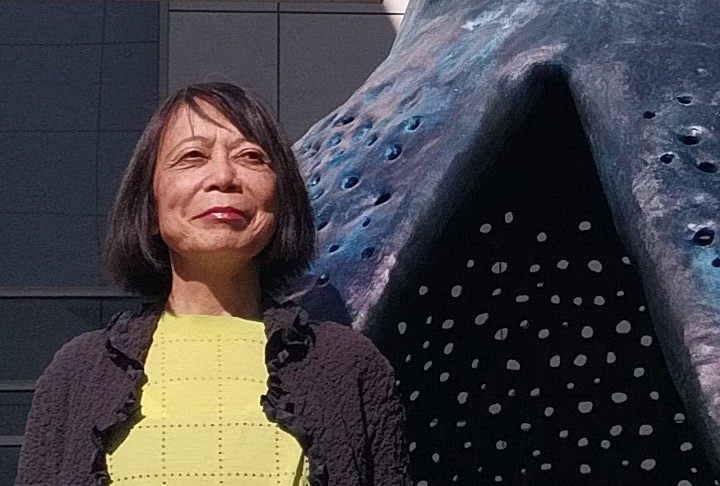
Leiko Ikemura (* 1951)

- Iken, Carl Jakob (1789–1841), deutscher Neogräzist
- Iken, Conrad (1689–1753), deutscher evangelischer Geistlicher
- Iken, Eike (* 1991), deutscher Koch
- Iken, Jacob Ludwig (1758–1811), Jurist und Bremer Senator
- Iken, Johann Friedrich (1837–1902), deutscher Theologe und Kirchenhistoriker
- Iken, Johann Georg (1786–1850), Bremer Jurist und Senator
- Iken, Justin Friedrich Wilhelm (1726–1805), Bremer Jurist, Ratsherr und Bürgermeister
- Iken, Justin Friedrich Wilhelm (1785–1866), Bremer Kaufmann und Senator
- Iken, Matthias (* 1970), deutscher Journalist und Autor
- Ikenaga, Leo Jun (* 1937), japanischer Ordensgeistlicher und emeritierter römisch-katholischer Erzbischof von Ōsaka
- Ikenaga, Wataru (* 1991), japanischer Fußballspieler
- Ikenami, Shōtarō (1923–1990), japanischer Schriftsteller, Schauspielautor, Filmkritiker und Feinschmecker
- Ikenberg, Siegfried (1887–1972), deutscher Richter
- Ikenberry, G. John (* 1954), US-amerikanischer Politikwissenschaftler
- Ikene, Sofiane (* 2005), luxemburgischer Fußballspieler
- Ikeng, José-Alex (* 1988), deutscher FußballspielerJosé-Alex Ikeng (* 1988)

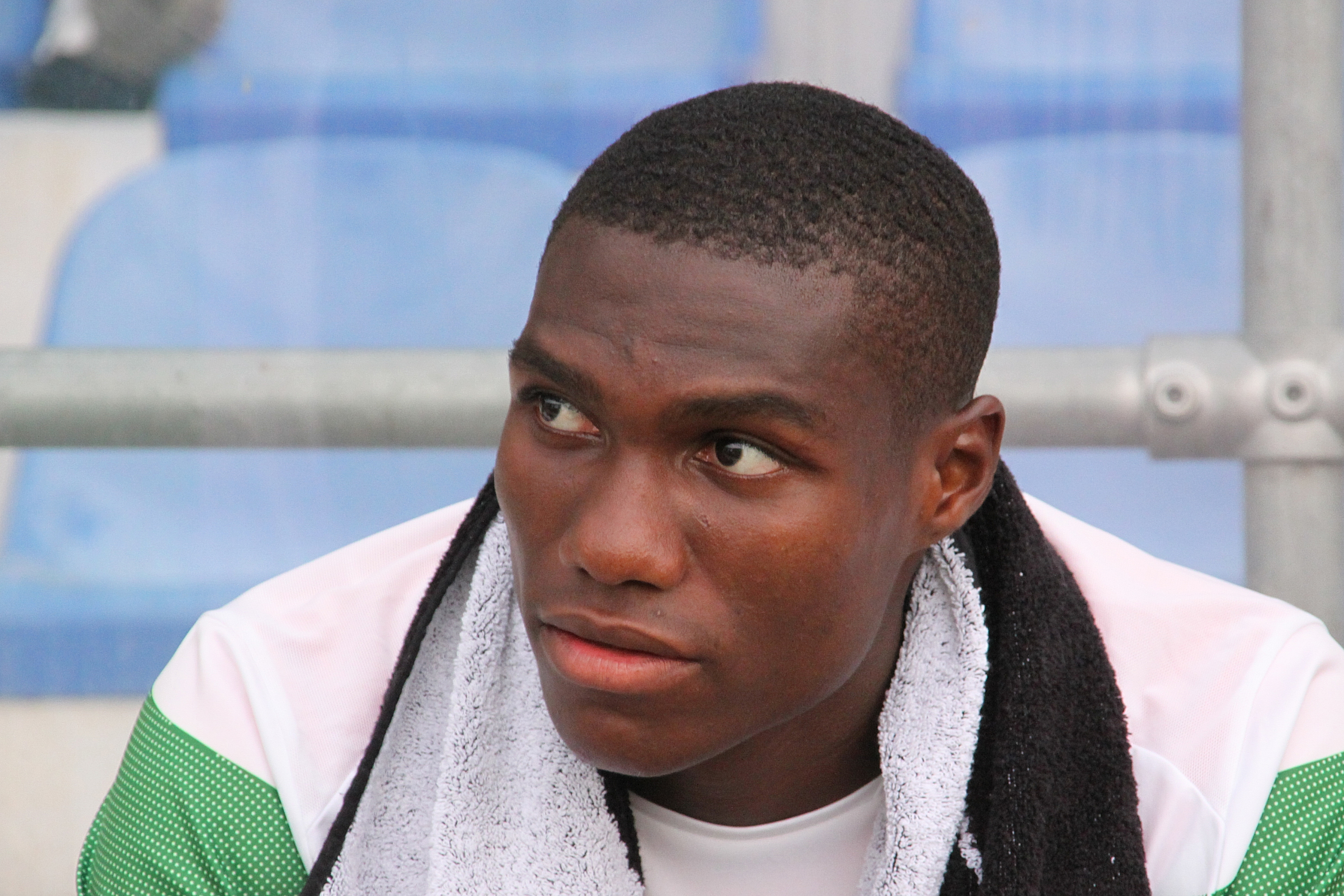
José-Alex Ikeng (* 1988)

- Ikenishi, Gonsui (1650–1722), japanischer Haikai-Poet
- Ikenna, Austine (* 1993), nigerianischer Fußballspieler
- Ikeno, Seiichirō (1866–1943), japanischer Botaniker
- Ikenouchi, Tomojirō (1906–1991), japanischer Komponist und Musikpädagoge
- Ikenoue, Shun’ichi (* 1967), japanischer Fußballspieler
- Ikenye, Sophie, kenianische BBC-Nachrichtenmoderatorin
- Ikerd, Percy (1890–1955), US-amerikanischer Regieassistent und Produktionsmanager
- Ikes, Benjamin (* 1978), deutscher Filmeditor
- Iketaka, Nobuki (* 2000), japanischer Fußballspieler
- Iketani, Katsunori (* 1953), japanischer Autorennfahrer
- Iketani, Shinzaburō (1900–1933), japanischer Schriftsteller
- Ikeuchi, Tomohiko (* 1977), japanischer Fußballspieler
- Ikeuchi, Yutaka (* 1961), japanischer Fußballspieler
- Ikewaki, Chizuru (* 1981), japanische Schauspielerin
- Ikeya, Kaoru (* 1943), japanischer Amateurastronom
- Ikeya, Tomoyoshi (* 1962), japanischer Fußballspieler
- Ikeya, Yūki (* 1995), japanischer Fußballspieler
- Ikeyamada, Gō, japanische Manga-Zeichnerin
- Ikezaki, Airi (* 1998), japanische Leichtathletin
- Ikezawa, Natsuki (* 1945), japanischer Schriftsteller und Übersetzer

### Ikg
- Ikgopoleng, Khumiso (* 1979), botswanischer Boxer

### Ikh
- Ikhlef, Aymen (* 1997), algerischer Tennisspieler
- Ikhouria, Isaac (* 1947), nigerianischer Boxer

### Iki
- Iki, Ichiko (* 1997), japanische Sprinterin
- Ikić, Ivan (* 1982), serbischer Filmregisseur
- Ikidi, Faith (* 1987), nigerianische Fußballspielerin
- Ikier, Paul (1867–1926), deutscher Jurist, Verwaltungsbeamter und Rittergutsbesitzer
- Ikioi, Shōta (* 1986), japanischer Sumōringer in der Makuuchi-Division
- Ikirt, George P. (1852–1927), US-amerikanischer Politiker (Demokratische Partei)
- Ikisikpo, Clever (* 1960), nigerianischer Politiker
- Ikitsu, Shōji (* 1977), japanischer Fußballspieler
- Ikiz, Robert (* 1979), türkisch-schwedischer Jazz- und Fusionmusiker (Schlagzeug, Komposition)
- İkizoğlu, Damlasu, türkische Schauspielerin

### Ikk
- Ikker, Babett, deutsche Kinderdarstellerin
- Ikkimel, deutsche RapperinIkkimel

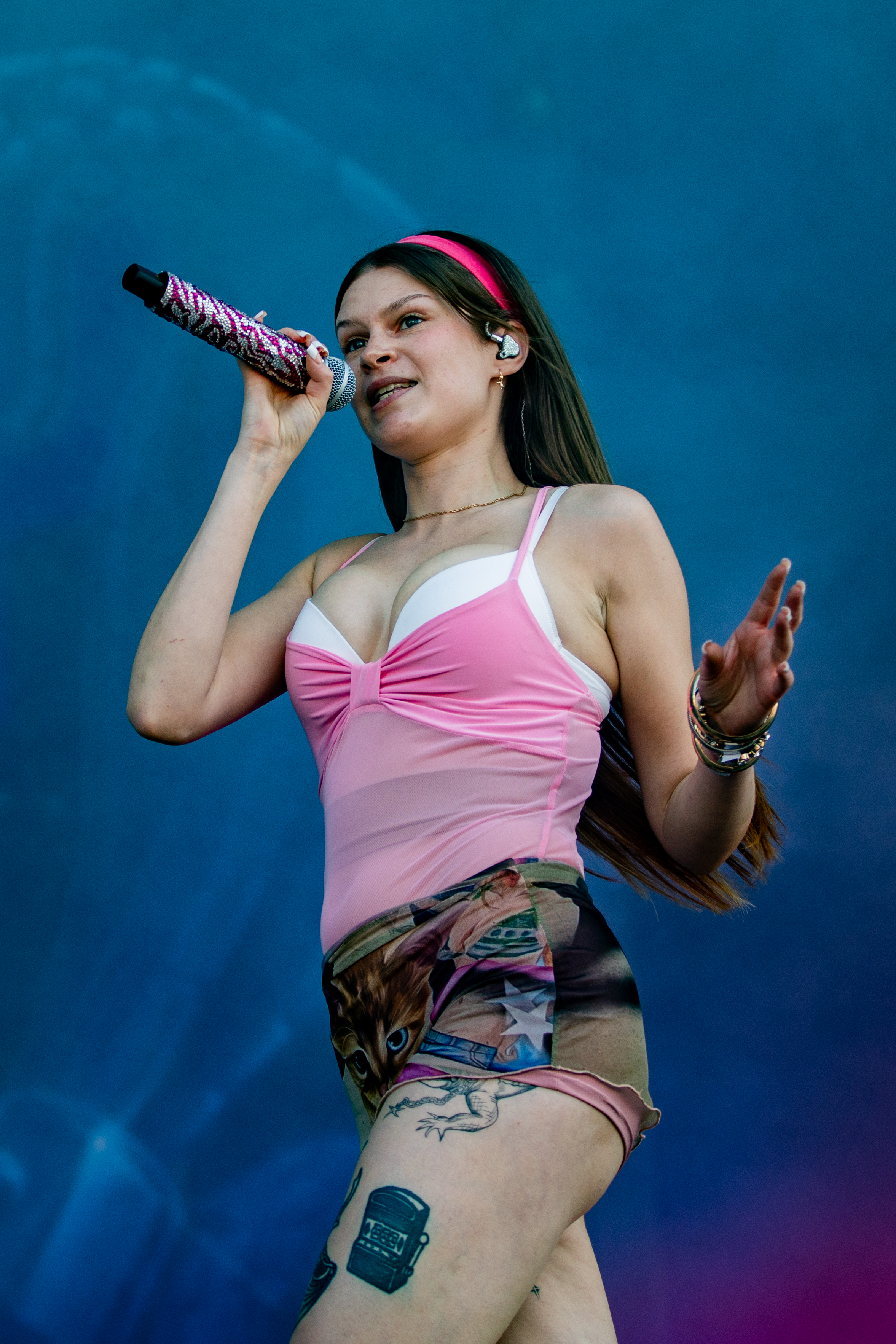
Ikkimel

- Ikkyū Sōjun (1394–1481), japanischer Zen-Meister und Dichter

### Ikl
- Iklas Sanron (* 2004), thailändischer Fußballspieler
- Iklé, Fred (1924–2011), schweizerisch-amerikanischer Politikwissenschaftler und Unterstaatssekretär
- Iklé, Max (1903–1999), Schweizer Anwalt, Industrieller und Funktionär
- Iklé, Silvia (* 1949), Schweizer Dressurreiterin

### Ikn
- Iknadios Bedros XVI. Batanian (1899–1979), türkischer Geistlicher, Patriarch des armenisch-katholischen Patriarchats von Kilikien

### Iko
- Ikodinović, Danilo (* 1976), serbischer Wasserballspieler
- Ikola, Heikki (* 1947), finnischer Biathlet
- Ikola, Willard (1932–2025), US-amerikanischer Eishockeytorwart und -trainer
- Ikoma, Jin (* 1999), japanischer Fußballspieler
- Ikoma, Tomohiko (1932–2009), japanischer Fußballspieler und -trainer
- Ikoné, Jonathan (* 1998), französischer Fußballspieler
- Ikonen, Aili (* 1982), finnische Jazzsängerin, Komponistin und Texterin
- Ikonen, Anna-Kaisa (* 1977), finnische Politikerin
- Ikonen, Ansa (1913–1989), finnische Film- und Theaterschauspielern sowie Sängerin
- Ikonen, Johanna (* 1969), finnische Eishockeyspielerin
- Ikonen, Joonas (1987–2024), finnischer Skispringer
- Ikonen, Kari (* 1973), finnischer Jazzmusiker (Piano, Synthesizer, Komposition)
- Ikonen, Lauri (1888–1966), finnischer Komponist
- Ikonen, Pasi (1980–2024), finnischer Orientierungsläufer
- Ikonen, Väinö (1895–1954), finnischer Ringer
- Ikonić, Goran (* 1980), bosnischer Basketballspieler
- Ikonnikow, Alexander (* 1974), russischer Schriftsteller
- Ikonnykow, Wolodymyr (1841–1923), ukrainisch-russischer Historiker, Professor und Dekan
- Ikonomopoulos, Panagiotis (1943–2025), griechischer Fußballtorwart
- Ikonomou, Evangelos (* 1987), griechischer Fußballspieler
- Ikonomou, Georgios (* 1953), griechischer Reeder und Kunstsammler
- Ikonomou, Ioannis, griechischer ÜbersetzerIoannis Ikonomou

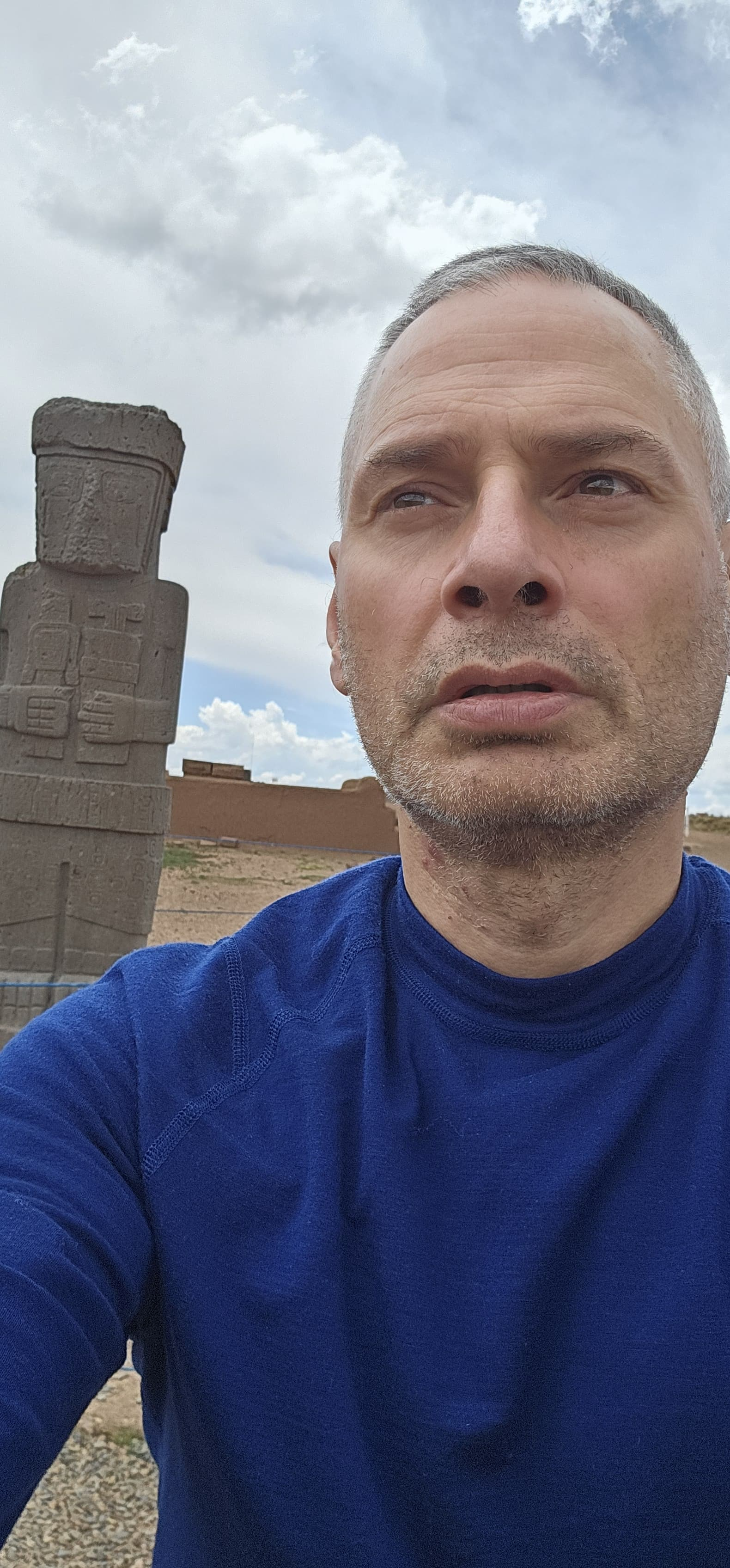
Ioannis Ikonomou

- Ikonomou, Nikos (* 1973), griechischer Basketballspieler
- Ikonomou, Zisis (1911–2005), griechischer Dichter und Prosa-Schriftsteller
- Ikonomow, Bojan (1900–1973), bulgarischer Komponist
- Ikonomow, Stamat (1866–1912), bulgarischer Freiheitskämpfer
- Ikonya, Philo (* 1959), kenianische Schriftstellerin, Journalistin und Menschenrechtsaktivistin
- Ikor, Roger (1912–1986), französischer Schriftsteller
- Ikouébé, Basile (* 1946), kongolesischer Politiker und Diplomat aus der Republik Kongo

### Ikp
- Ikpeazu, Uche (* 1995), englischer Fußballspieler
- Ikpeba, Victor (* 1973), nigerianischer Fußballspieler
- Ikpefan, Samuel (* 1991), französisch-nigerianischer Skilangläufer

### Ikr
- Ikram, Muhammad (* 1994), pakistanischer Leichtathlet
- Ikram, Salima (* 1965), pakistanische Archäologin und ÄgyptologinSalima Ikram (* 1965)

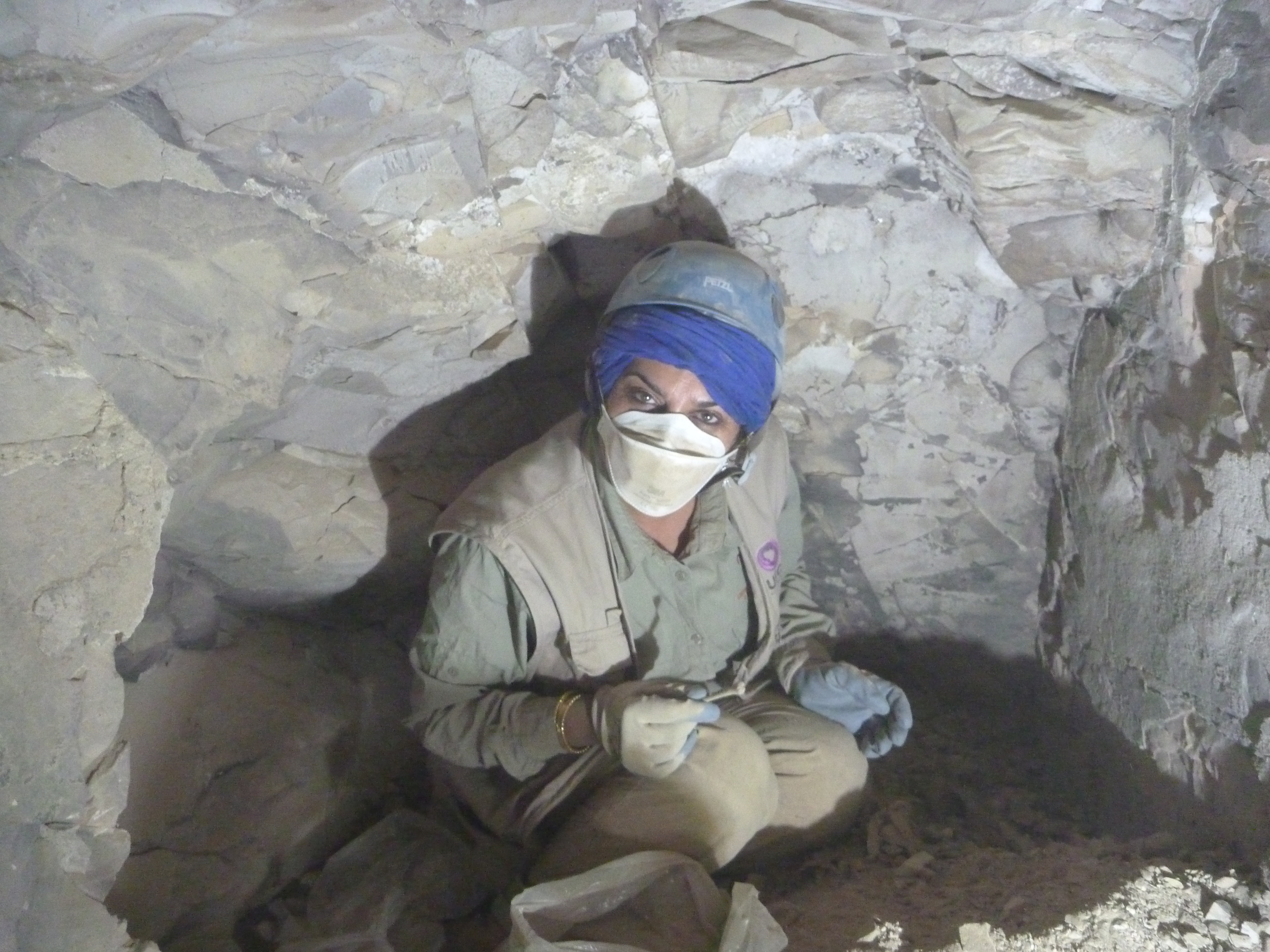
Salima Ikram (* 1965)

- Ikramow, Akmal (1898–1938), usbekisch-sowjetischer Politiker (KPdSU)
- Ikramullah, Shaista Suhrawardy (1915–2000), pakistanische Politikerin, Diplomatin und Autorin
- Ikrath, Paul (1888–1970), österreichischer Porträt- und Landschaftsmaler und Kunstpädagoge
- Ikrath, Peter Michael (* 1953), österreichischer Bankmanager und Politiker (ÖVP), Abgeordneter zum Nationalrat, Mitglied des Bundesrates
- Ikromij, Dschalol (1909–1993), tadschikischer Schriftsteller und Dramaturg

### Iks
- Iksanowa, Alija Rawiljewna (* 1984), russische Skilangläuferin
- İksel, Settar (1908–1985), türkischer Diplomat und Politiker
- Ikstena, Nora (* 1969), lettische Schriftstellerin (Roman, Essay, Erzählung, Biografie)
- Ikstens, Kaspars (* 1988), lettischer Fußballspieler

### Ikt
- Iktinos, griechischer Architekt

### Iku
- Ikuesan, Ayodelé (* 1985), französische Sprinterin
- Ikummaq, Theo (* 1955), Inuit und Naturschutzbeauftragter
- Ikun-Ischar, Herrscher von Mari
- Ikun-Šamagan, König von Mari
- Ikūnum, altassyrischer König
- Ikuta, Chōkō (1882–1936), japanischer Literaturkritiker und Übersetzer
- Ikuta, Erina (* 1997), japanische Sängerin und Mitglied der Girlgroup Morning Musume
- Ikuta, Kachōjo (1889–1978), japanische Malerin der Nihonga-Richtung
- Ikuta, Lilas (* 2000), japanische Pop-Sängerin und Singer-Songwriterin
- Ikuta, Shungetsu (1892–1930), japanischer Dichter und Übersetzer
- Ikuvalu, Moni (* 2000), amerikanisch-samoanische Beachhandballspielerin

### Ikw
- Ikwuemesi, Chukwubuikem (* 2001), nigerianischer Fußballspieler